# Kościół Wszystkich Świętych w Krościenku nad Dunajcem
Kościół Wszystkich Świętych – gotycko-barokowy kościół parafialny znajdujący się w Krościenku nad Dunajcem.
Został wzniesiony przed połową XIV w., początkowo był mniejszy i bezwieżowy – rozbudowano go w 1546 r., a wieżę dostawiono na przełomie XVI i XVII w. Według jednej z teorii ufundował go klasztor klarysek w Starym Sączu. Wewnątrz świątyni zachowały się fragmenty cennych zabytkowych polichromii, z których najstarsze datowane są na lata ok. 1370–1380 i przedstawiają fragmenty z życia świętych.

## Lokalizacja

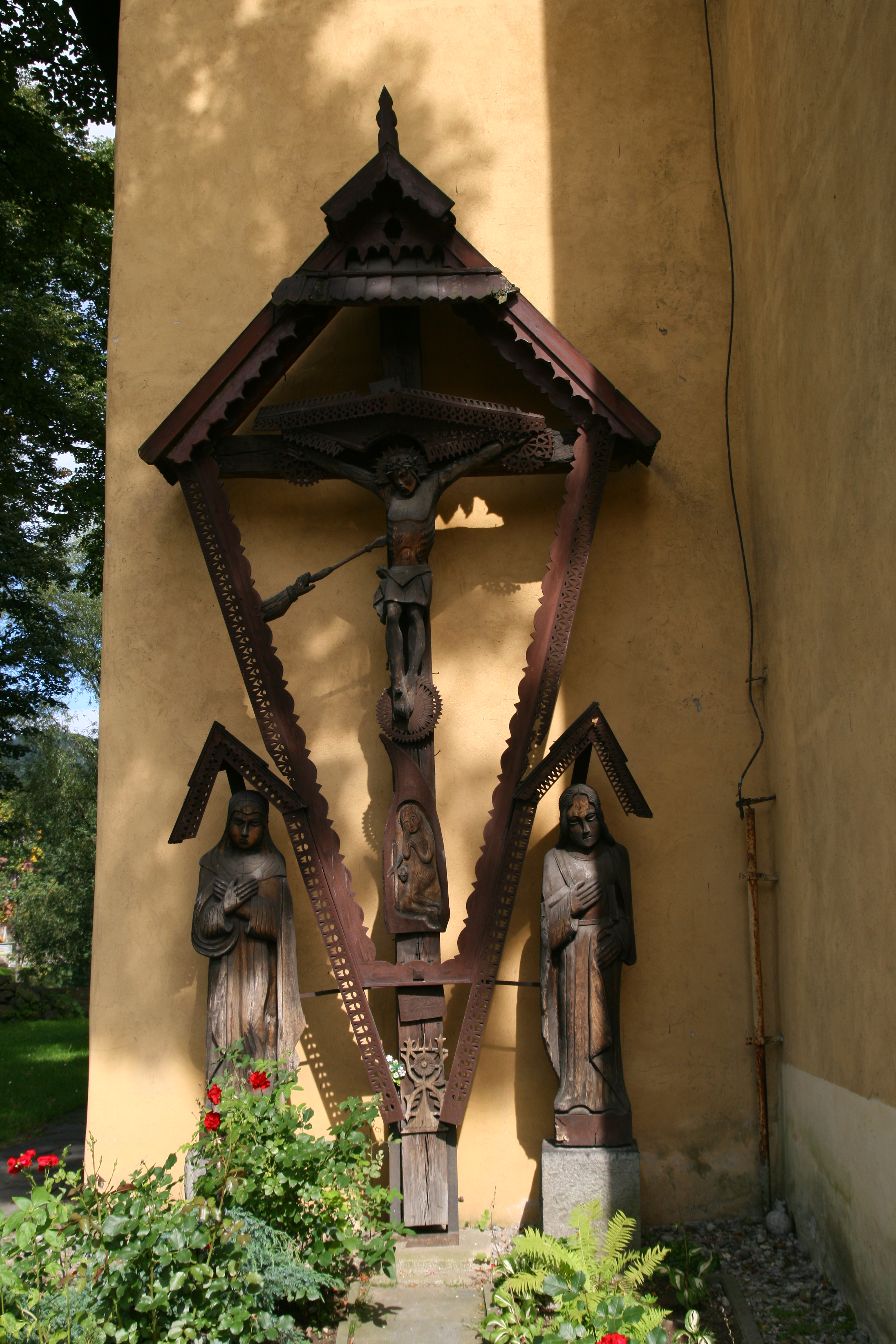
Męka Pańska autorstwa Józefa Janosa

Kościół Wszystkich Świętych znajduje się przy Rynku w Krościenku nad Dunajcem, przy jego wschodniej części. Jest otoczony kamiennym ogrodzeniem, stanowiącym pozostałość po przykościelnym cmentarzu. Po lewej stronie zewnętrznej części bramy znajduje się świątek: wykonany przez T. Ligasa wizerunek Chrystusa Frasobliwego, pod nim umieszczono tablicę z rymowanymi „Frasunkami Jezusowymi”, wg tekstu ks. Mieczysława Malińskiego. Tuż obok wejścia do kościoła umieszczono rzeźbę Józefa Janosa, przedstawiającą grupę Ukrzyżowania. W 1966 r. miał miejsce remont, podczas którego wokół kościoła utworzono chodnik z płyt andezytowych. Mur otaczający świątynię odnowiono i wzmocniono z inicjatywy ks. Stanisława Tumidaja w latach 90. XX w. lub na początku XXI w.
Grupa trzech drzew obok kościoła, jesion wyniosły, klon jawor oraz klon pospolity, została ustanowiona pomnikiem przyrody Decyzją Rol. IX-3/52/63 Prezydium Wojewódzkiej Rady Narodowej w Krakowie z dnia 25 października 1963 r.
W średniowieczu świątynia była nieco przesunięta na wschód i znajdowała się dalej od Rynku – obecne prezbiterium było częścią niegdysiejszej nawy, a obecną nawę dobudowano w XVI w. Z lokalizacji świątyni wynikało zagrożenie powodzi ze strony Dunajca przepływającego w pobliżu, który wcinał się pod zbocze wzgórza kościelnego. W 1841 r. podjęto próby zabezpieczenia zboczy, właściciel Krościenka Marek Kulig ufundował kamienną opaskę; trzy lata później mur uległ jednak zniszczeniu w wyniku powodzi.

### Cmentarz przykościelny

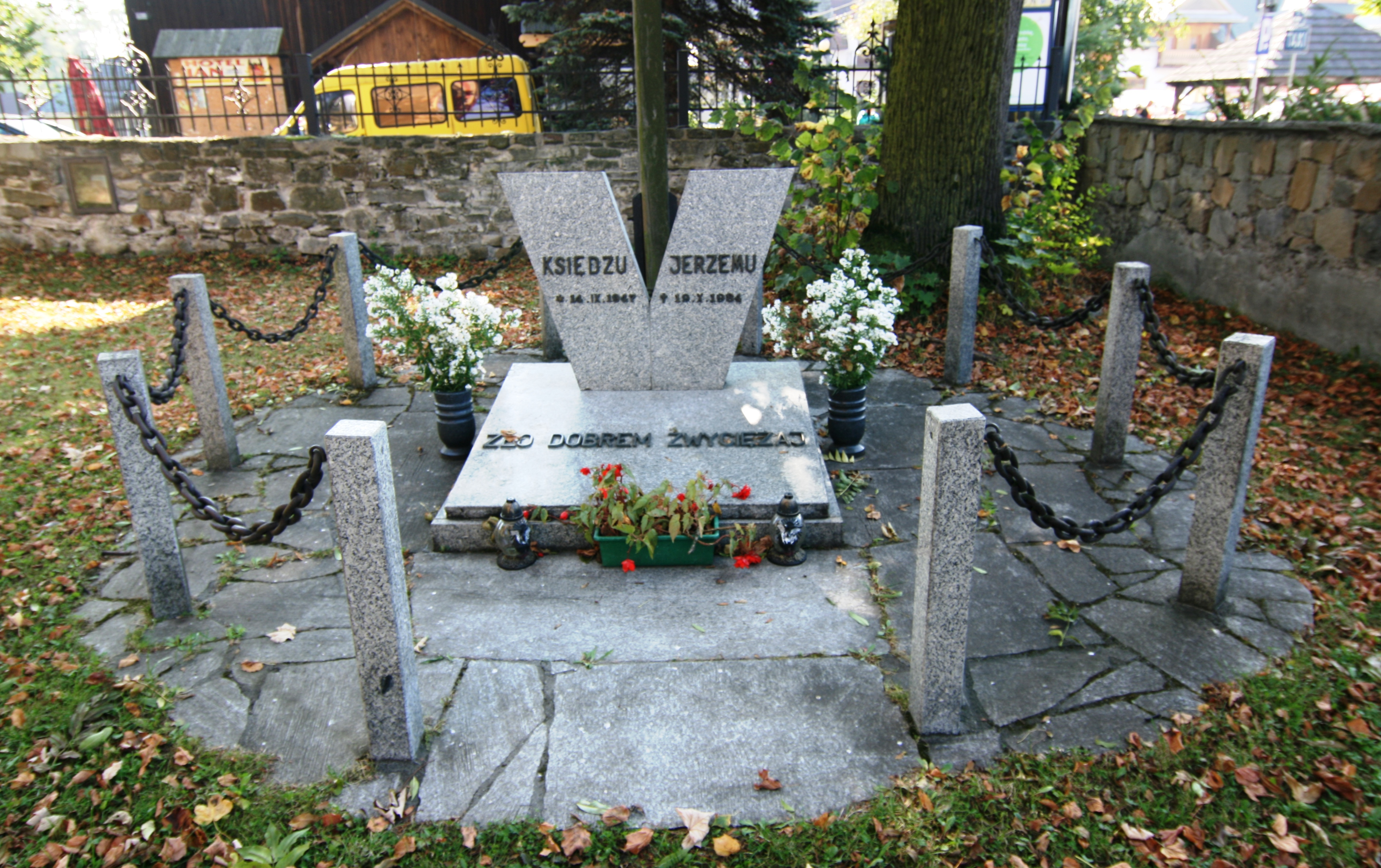
Pomnik poświęcony bł. Jerzemu Popiełuszce

Teren tuż przy krościeńskiej świątyni był w średniowieczu i epoce nowożytnej miejscem grzebania zmarłych parafian. Najstarszą wzmianką o istnieniu cmentarza jest dokument z 1518 r., a zapis z wizytacji Krzysztofa Kazimierskiego z 1590 r. mówi, że był on otoczony murem. Nekropolia została zniszczona w 1788 r. podczas gaszenia pożaru, który nawiedził świątynię. To wówczas zaprzestano tu grzebania zmarłych – nowy cmentarz utworzono przy dzisiejszej ul. Jagiellońskiej, na parceli, którą oddały na ten cel władze miejskie.
Pod koniec XIX w. miały miejsce prace mające na celu odnowienie i odrestaurowanie cmentarza, a w latach 20. XX w. ówczesny proboszcz, ks. Jan Bączyński, zainicjował wymianę fragmentu muru od strony rynku. Drewniany krzyż cmentarny ustawiono obok kościoła, zgodnie z przypuszczeniami Krzysztofa Kopra, na pamiątkę misji oo. redemptorystów w 1894 r. Pierwotnie znajdował się na lewo od głównego wejścia do świątyni, przeniesiono go jednak w pobliże południowo-zachodniego narożnika ogrodzenia. Na początku lat 90. XX w. połączono go z pomnikiem kształcie litery „V”, upamiętniającym ks. Jerzego Popiełuszkę.

## Historia
Kościół w Krościenku powstał przed połową XIV w. – o jego istnieniu jeszcze przed lokacją miasta w 1348 r. świadczy fakt, że w dokumencie lokacyjnym nie wyznaczono na świątynię miejsca, a zamiast tego nałożono na mieszczan obowiązek płacenia dziesięciny już istniejącej parafii („temu, komu się należy”). W kronice parafialnej z 1828 r. ówczesny proboszcz, ks. Józef Kidoński zapisał: „Nigdzie nie można znaleźć dokumentu o założeniu tak parafialnego kościoła, jak i innych”. Jego hipotezę o założeniu parafii przez garncarzy Rusinów-Słowaków, o czym miałyby świadczyć greckokatolickie naczynia liturgiczne oraz jeden z ołtarzy „z całą rzeźbą i malowidłem pobocznem, według gustu i smaku ruskich kościołów”, obalił proboszcz szczawnicki ks. M. Matras w swojej pracy „Hipoteza o ruskim pochodzeniu Szczawnicy”. Ks. Bronisław Krzan, autor monografii Klejnot zagubiony w górach, wysnuł teorię, że kościół został wzniesiony przez klasztor klarysek w Starym Sączu, do którego Krościenko należało na przełomie XIII i XIV w. – jego zdaniem forma budowli jest zbyt skromna, by mógł ją ufundować król Kazimierz III Wielki. W chwili budowy kościółek był jedyną murowaną świątynią na szlaku prowadzącym ze Starego Sącza do Nowego Targu. Był budowlą jednonawową i bezwieżową.
W XIV i XV w. sufit i ściany od wewnątrz pokryto polichromią. Ponowne pokrycie ścian polichromią w 1493 r. zlecił nadwornemu malarzowi przejeżdżający przez miasto królewskie Krościenko król Jan Olbracht.
Dekretem z 17 lipca 1529 r. bp Piotr Tomicki przyłączył do parafii krościeńskiej parafię szczawnicką, po runięciu tamtejszego starego, drewnianego kościółka parafialnego. Ponadto Dunajec podmył skarpę, na której znajdował się kościół w Krościenku, co poskutkowało najprawdopodobniej zawaleniem się części pierwotnego prezbiterium. Za mała liczba miejsc dla wiernych ze Szczawnicy oraz obawa przez podmyciem prezbiterium skłoniły ks. Marcina z Piotrkowa, ówczesnego proboszcza, do dobudowania od strony rynku nawy w 1546 r. – funkcję prezbiterium przejęła wówczas stara nawa. Historykom udało się ustalić dokładną datę tego wydarzenia na podstawie zapisu z wizytacji ks. Krzysztofa Kazimierskiego (Kazimirskiego) z 1596 r. Wynika z niego, że budowla była murowana i składała się ze starego prezbiterium (antique corpore minor) oraz nowej nawy (novum corpus), wzniesionej pięćdziesiąt lat przed wizytacją. Akta tej samej wizytacji mówią o drewnianych, bogato złoconych stropach znajdujących się nad prezbiterium i nawą.
Przed 1554 r. do parafii krościeńskiej włączono parafię grywałdzką, a w 1589 r., na zlecenie ówczesnego proboszcza, byłego notariusza biskupa krakowskiego ks. Bartłomieja Łuczkiewicza, ozdobiono ściany dobudowanej nawy świątyni polichromią, którą wykonał Jakub Korab z Nowego Targu. Na przełomie XVI i XVII w. wybudowano wieżę – po raz pierwszy o stojącej przed kościołem dzwonnicy z dwoma dzwonami (murowanej wieży na planie kwadratu) wspomina wizytator biskupi, ks. Jan Januszowski w 1608 r.; jej dach był pierwotnie smuklejszy.
Na początku listopada 1665 r. świątynia została konsekrowana przez bpa Mikołaja Oborskiego. 25 listopada 1700 r., za probostwa ks. Floriana Wróblewskiego, do parafii w Krościenku przyłączono Sromowce Niżne, z kolei w latach 1730–1740 ówczesny proboszcz ks. W. Szyguliński odstąpił Kłodne parafii tylmanowskiej oraz Krośnicę parafii Kluszkowce.
W 1755 r. w pożarze spłonął dach i malowane stropy, najbardziej ucierpiała starsza część kościoła. Proboszcz ks. Jan Szyguliński przystąpił do napraw – strop nad prezbiterium został zastąpiony sklepieniem, dobudowano zakrystię, zburzono dawne prezbiterium, które stanowiło wtedy kaplicę za ołtarzem (wskutek czego odsłonięto kryptę z trumnami kapłanów) oraz wzmocniono mury – od wewnątrz pilastrami, od zewnątrz – skarpami. Podczas remontu uszkodzono XIV-wieczne freski, przez wybicie otworu drzwiowego do nowej kruchty zniszczono XV-wieczną polichromię fundacji Jana Olbrachta oraz pokryto tynkiem uszkodzone XVI-wieczne polichromie w nawie głównej. Ks. Szyguliński zlecił także zakup nowych ołtarzy – stary ołtarz główny oddał do nowego kościoła w Tylmanowej, przy okazji pożyczając tylmanowskiej świątyni jeden z dzwonów. W 1765 r. parafię w Krościenku odwiedził ks. Jakub Zaskalski, który w następujący sposób streścił zakres robót: „Wewnątrz i na zewnątrz odnowiona, pobielona i pomalowana, murem otoczona”. Wizytator tak ocenił decyzje proboszcza: „W tym, co zrobiłeś, ani cię nie chwalę, ani ganię”.
13 marca 1786 r. Krościenko znalazło się w granicach nowo powstałej diecezji tarnowskiej. W 1788 r. miał miejsce kolejny poważny pożar, w trakcie którego spłonął sufit w nawie, który zastąpiono drewnianymi belkami oraz wieża, z której spadły dzwony; to wówczas wieżę przykryto hełmem, który zachował się do czasów obecnych. Pęknięte dzwony oddano do przetopienia w niedalekich Krempachach, a proboszcz Tomasz Wolski zwrócił się do Tylmanowej o zwrot dzwonu pożyczonego jeszcze przez ks. J. Szygulińskiego – tylmanowska parafia jednak go nie oddała. Wkrótce na wieży kościoła Wszystkich Świętych pojawił się niewielki dzwon zakupiony przez mieszkańców Tylki, a w 1796 r. powieszono dzwon „Urban”. W 1802 r. z kolei na wieży pojawił się dzwon poświęcony Najświętszej Maryi Pannie. Parafia krościeńska wytoczyła parafii tylmanowskiej proces o zwrot dzwonu – trwał on ponad sto lat i zakończył się zabraniem wszystkich dzwonów kościelnych w obu parafiach do przetopienia przez władze austriackie w 1916 r. Pożyczony dzwon nigdy do Krościenka nie wrócił.
W latach 1837–1857 stanowisko proboszcza piastował ks. Józef Kidoński, który zlecił remont kościoła: odnowiono główny ołtarz, a cieśla Michał Bąk ocieplił świątynię, obijając belki sufitowe deskami calówkami. Malarz W. Sitarski z Zembrzyc pokrył następnie sufit wzorami geometrycznymi. W 1870 r. Namiestnictwo we Lwowie odłączyło od parafii krościeńskiej Szczawnicę, ustanawiając ją osobną parafią.

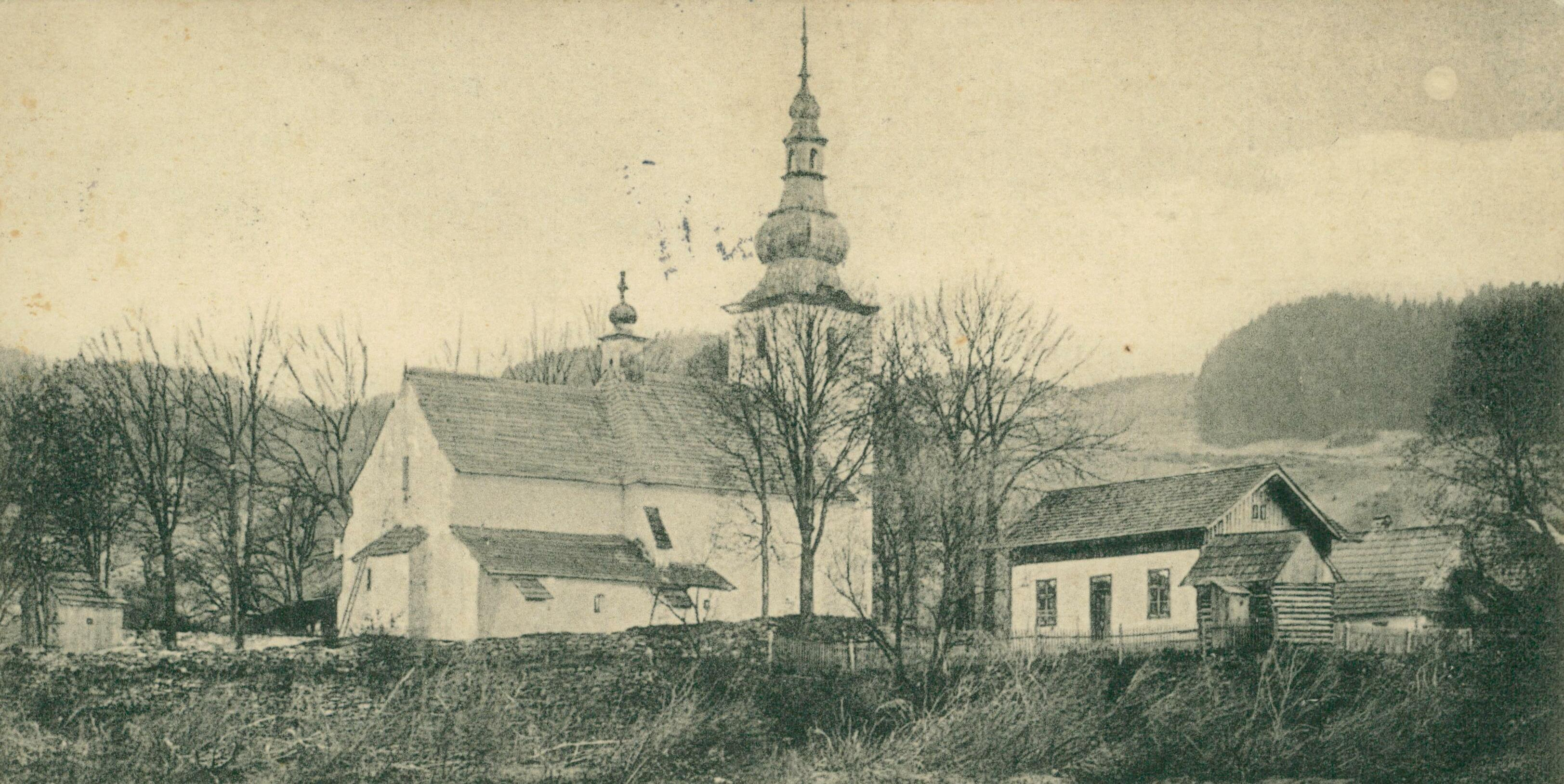
Świątynia ok. 1908-1916 r.

Ks. Antoni Łętkowski z Zakliczyna, proboszcz w latach 1892–1912, jako pierwszy zaczął myśleć o budowie nowego kościoła. W 1908 r. przygotował jego plan, a następnie powołał komitet budowy i rozpoczął zbiórkę funduszy. Po jego śmierci na atak serca nowym plebanem został ks. Jan Kralisz z Wojsławia, który kontynuował jego starania, nowe plany wykonał architekt Zdzisław Mączeński, autor projektów m.in. kościołów w Limanowej oraz w Grybowie. W budowie przeszkodził wybuch I wojny światowej.
Po wojnie kościół Wszystkich Świętych znajdował się w bardzo złym stanie, a proboszcz Jan Bączyński miał nawet zamiar zburzyć budowlę i postawić na jej miejscu nową świątynię; ostatecznie jednak, mając na uwadze zubożenie parafian, zdecydował się na odremontowanie budowli – sufit obito utkanym przez miejscowe gospodynie płótnem lnianym, położono parkiet z drewna jodłowego oraz sprowadzono nowe dzwony, obrazy przedstawiające królową Kingę oraz śś. Kazimierza i Stanisława Kostkę, a także, wykonane przez W. Galusa z Pilzna, dębowe stalle, modrzewiowe ławki i konfesjonały. W 1921 r. przy rozbijaniu tynku odkryto fragmenty polichromii, które z powrotem zakryto. W 1925 r. bp Leon Wałęga odłączył od Krościenka filie w Grywałdzie i w Sromowcach Niżnych – stały się one samoistnymi parafiami.
Po zakończeniu prac ponownie rozpoczęto zbiórkę funduszy na nowy kościół. Miał on stanąć na gruntach parafii, „na Folwarku”, po zburzeniu budynków gospodarczych. Wywołało to sprzeciw gospodarzy, którzy chcieli, by świątynia znalazła się przy rynku, w miejscu starej, zabytkowej, po jej uprzednim zburzeniu. Władze diecezjalne poleciły więc poczekać z rozpoczęciem budowy. W 1941 lub 1942 r. wnętrze kościoła odnowił, z pomocą miejscowych malarzy, ks. Władysław Olearczyk, a w 1942 r. Niemcy skonfiskowali dwa dzwony z wieży. W 1948 r. firma „Schwabe” z Bielska-Białej odlała nowy dzwon do kościoła, który konsekrował bp Jan Stępa, a do 1955 r. ufundowano jeszcze dwa mniejsze. W 1948 r. z Dekanatu Łącko wydzielono Dekanat Krościenko, który objął Szczawnicę, Tylmanową, Ochotnicę Dolną, Ochotnicę Górną, Grywałd, Sromowce Niżne oraz Szlachtową z Jaworkami.
Po II wojnie światowej kościół Wszystkich Świętych, mogący pomieścić 500 osób, stał się za mały dla parafii liczącej ok. 3000 dusz. Wobec tego powrócono do pomysłu budowy nowej świątyni, w czym przeszkodziło tym razem zubożenie parafian po zakończeniu konfliktu. W latach 1949–1955, z inicjatywy konserwatora Józefa Dutkiewicza (którego na odkrycie naprowadziła nota z wizytacji ks. Januszowskiego z 1608 r.), ponownie odsłonięto polichromie i rozpoczęto ich konserwację, a w trakcie zdrapywania tynku z elewacji wieży odkryto niewielkie okienko, ślady malowanych pasów cynobrowych oraz dwa zegary słoneczne. W 1966 r., w tysięczną rocznicę chrztu Polski, do kościoła wstawiono nowe witraże, wykonane przez Edwarda Kwiatkowskiego w pracowni konserwatorskiej w Toruniu, a w latach 1971–1972 kontynuowano prace związane z konserwacją malowideł – zaprawa wapienna, na której zostały one wymalowane techniką al secco, odpadała od kamiennych ścian, w celu jej utrwalenia i ponownego złączenia z murami użyto techniki specjalnych zastrzyków. Polichromie zostały także zaatakowane przez grzyby, które usunął zespół specjalistów pod kierownictwem prof. Bolesława Smyka.
Decyzją z 30 sierpnia 1971 r. budowla została wpisana do rejestru zabytków pod numerem A-296. Po wizycie papieża Jana Pawła II w Polsce w 1979 r. doszło do ugody między Kościołem oraz władzą komunistyczną. Wiele parafii, w tym Krościenko, uzyskało wówczas pozwolenie na budowę nowych świątyń. Wznoszenie kościoła, który otrzymał wezwanie Chrystusa Dobrego Pasterza, rozpoczęto w 1982 r. Jego konsekracji dokonał 24 maja 1998 r. ks. bp dr Wiktor Skworc.
Życie parafialne w znacznym stopniu przeniosło się do nowej świątyni, na początku XXI w. kościół Wszystkich Świętych był rzadko otwierany. W 2008 r. Marzena Biała-Urbanik prowadziła kolejne prace związane z konserwacją polichromii, które zostały sfinansowane przez Ministerstwo Kultury i Dziedzictwa Narodowego. W 2017 r. rozpoczęto kolejny remont. W pierwszym roku prace objęły dach i południową kruchtę, zaizolowano wtedy także fundamenty. Podczas próby wymiany tynków odsłonięto zdobione tynki XVIII-wieczne, a pod nimi polichromie, jeszcze starsze. W 2018 r. odtworzono barokowe zdobienia na wieży, a nad wejściem pozostawiono odsłonięty fragment polichromii. Podczas trwających dwa lata prac remontowych zakonserwowano również metalowe kraty okienne i tynki oraz scalono kolorystycznie elewacje.

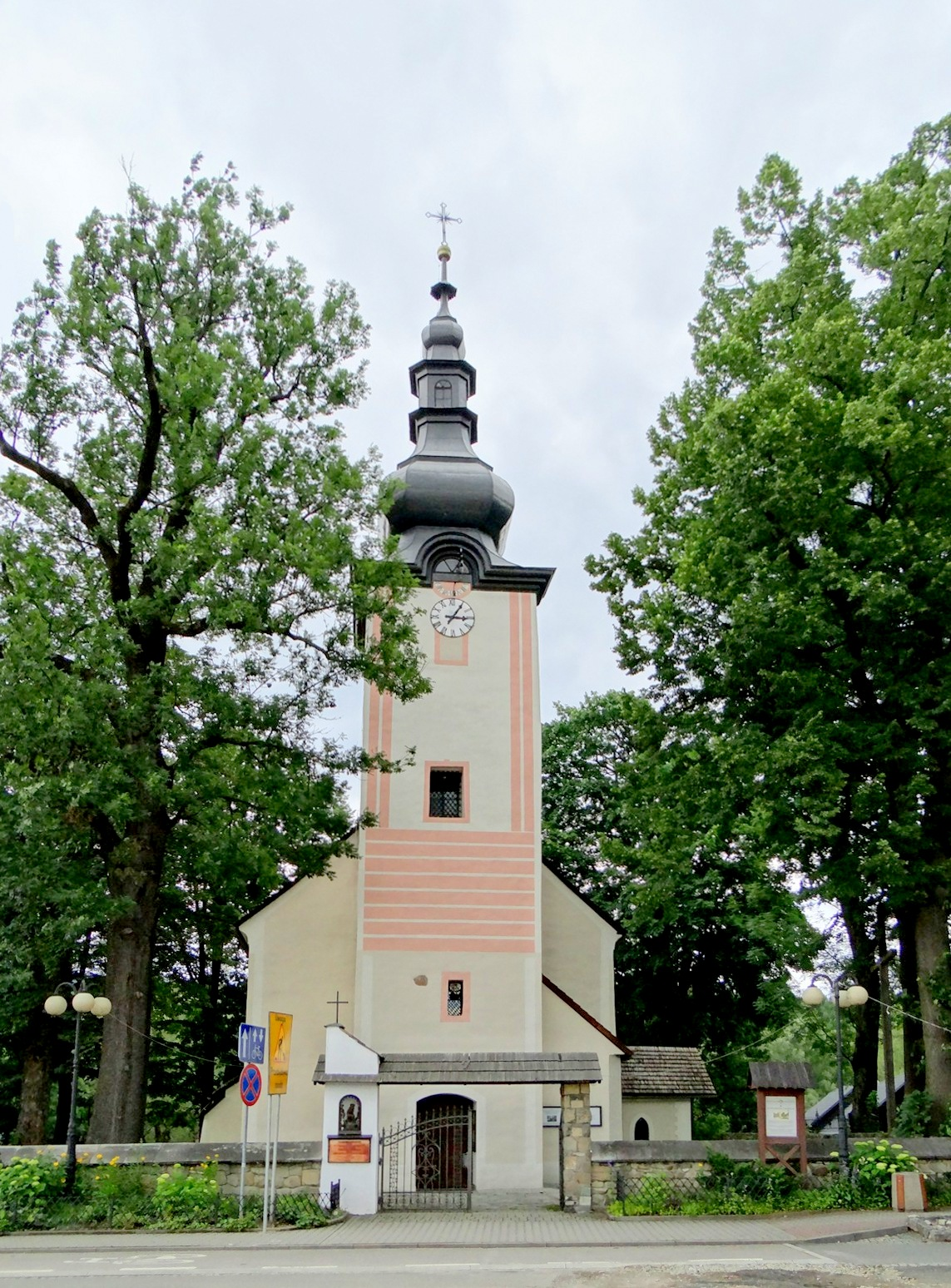
Świątynia po rewitalizacji z lat 2017-2019

## Architektura
Kościół Wszystkich Świętych łączy w sobie średniowieczną, gotycką bryłę z barokowymi detalami. Został wzniesiony z nieregularnych, słabo obrobionych bloków kamienia łamanego. Jego ściany otynkowano. Pierwotnie była to budowla jednonawowa, z nawą o wymiarach 7 x 6 m oraz prezbiterium wzniesionym na planie kwadratu o boku 4 m. Obecna nawa została dostawiona w XVI w., ma wymiary 9 × 10 m. Wieżę na planie kwadratu wzniesiono na przełomie XVI i XVII w. Od północy do prezbiterium przylega zakrystia, a od południa do nawy dobudowano kruchtę. Od wschodu do prezbiterium (w miejscu pierwotnego prezbiterium) dostawiono przybudówkę z kryptą grobową, która znajdowała się w średniowieczu pod głównym ołtarzem kościoła.
Nawy oraz prezbiterium są wsparte skarpami, elewacje zwieńczone białym gzymsem. Prezbiterium jest nakryte sklepieniem krzyżowym, nad nawą znajduje się płaski sufit. Empora jest wsparta na dwóch kolumnach. Parapet jest zdobiony herbem Krościenka oraz obrazami przedstawiającymi m.in. aniołki grające na instrumentach muzycznych.
Okna nawy ani prezbiterium nie są zdobione maswerkami, co świadczy o skromnej formie budowli. Otwory okienne w nawie są zamknięte ostrołukowo. Witraże, wykonane przez Eugeniusza Kwiatkowskiego, przedstawiają sceny z życia św. Wojciecha oraz chrzest Polski.
Frontową elewację wieży zdobią charakterystyczne cynobrowe pasy, z których osiem poziomych ma symbolizować osiem błogosławieństw.
Prezbiterium oraz nawę przykryto osobnymi dachami gontowymi. Ślady na murach wskazują, że zostały one obniżone podczas ich odbudowy po jednym z pożarów. Hełm z latarnią zwieńczoną iglicą oraz sygnaturka nad nawą zostały pokryte blachą.
Powierzchnia użytkowa obiektu wynosi 276 m², kubatura liczy 2700 m³. Wysokość murów (po gzyms) wynosi ok. 8 m.

## Wyposażenie

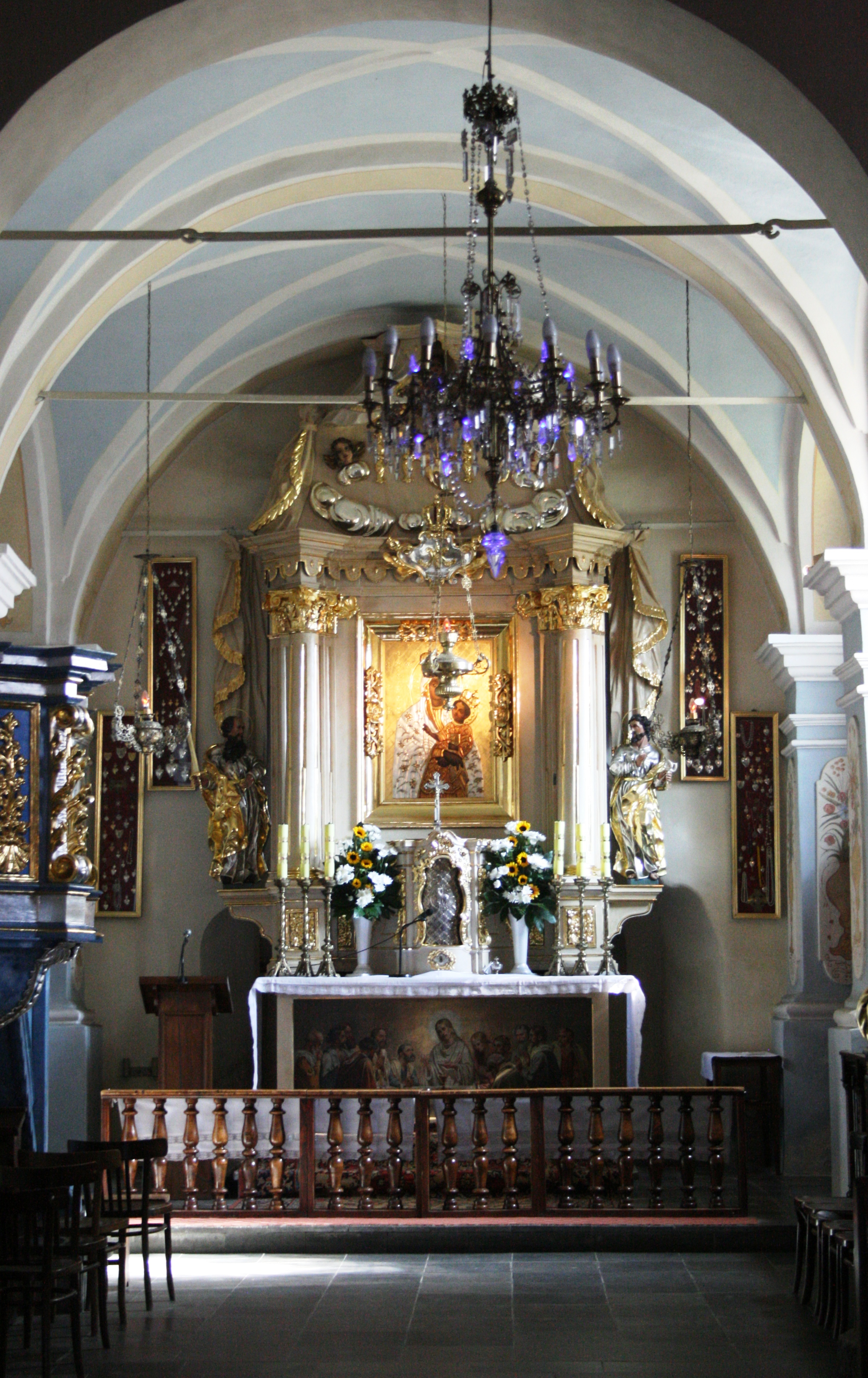
Ołtarz główny i tabernakulum

Z aktów wizytacji oraz śladów na ścianach kościoła wynika, że w kościele nastawę ołtarzową stanowiły pierwotnie tryptyki. Ołtarz główny z figurą Matki Boskiej i malowanymi skrzydłami bocznymi jeden z plebanów podarował prawdopodobnie filii w Sromowcach Niżnych. Według stanu z 1608 r. w świątyni krościeńskiej znajdowało się sześć ołtarzy, cztery drewniane lichtarze, jeden kielich oraz jedna miedziana monstrancja. W 1708 r. w kościele były trzy ołtarze.
Ołtarz główny pw. Wszystkich Świętych i Matki Bożej Różańcowej został sprowadzony przez ks. Jana Szygulińskiego w 1758 r., przerobił go A. Mucha z Łącka w 1907 r., wykorzystując przy tym rokokowe tabernakulum z figurami śś. Piotra i Pawła. To jego dziełem jest zwieńczenie z inicjałami IHS oraz płaskorzeźbami aniołów i Dzieciątka Jezus. W listopadzie wizerunek Matki Bożej jest przysłaniany obrazem Wszystkich Świętych. Ołtarz był pierwotnie trójosiowy, z obrazem Wszystkich Świętych w części centralnej, skrzydła boczne zostały jednak usunięte w 1907 r. i znajdują się, według stanu na 1988 r., w kaplicy na Równi. Obraz Matki Bożej Różańcowej trafił do ołtarza pod koniec XVIII w., znajdował się pierwotnie w ołtarzu bocznym. W 1920 r. zabytkowy wizerunek zniszczyły kobiety sprzątające kościół i został on zastąpiony najpierw dziełem Stefki Stefkowej Dziewolskiej (które przeniesiono jednak do kaplicy Dobrego Pasterza), a później XVII-wiecznym feretronem, kopią wizerunku z kościoła dominikanów w Krakowie. Obraz Wszystkich Świętych został odnowiony przez S. Bochyńskiego w 1925 r. i zatracił w większości swoją wartość zabytkową. Prace konserwatorskie przy ołtarzu były prowadzone w 1955 r. i w latach 2009–2010.
Lewy ołtarz boczny jest najstarszym znajdującym się w kościele, pochodzi z XVII w. Nosi wezwanie Miłosierdzia Pańskiego (św. Józefa), jest trójkondygnacyjny i trójosiowy, z predellą i zwieńczeniem. Został sprowadzony prawdopodobnie z Czerwonego Klasztoru lub z klasztoru oo. franciszkanów w Starym Sączu, po ich likwidacji za panowania Józefa II Habsburga. Na mensie znajduje się tabernakulum z obrazem „Chrystus w studni”, flankowanym przez figury śś. Piotra i Pawła. Retabulum jest bogato zdobione, w niszy znajduje się wizerunek Jezusa Miłosiernego. Boczne obrazy są niewielkie, przedstawiają Zwiastowanie Pańskie i Nawiedzenie Najświętszej Maryi Panny (lub Zaślubiny Marii Panny ze św. Józefem). Główny obraz przedstawia św. Józefa z Dzieciątkiem, został namalowany przez Stanisława Bocheńskiego w 1921 r. W trzeciej kondygnacji umieszczono wizerunek Niepokalanej autorstwa Bocheńskiego, pod którym, podczas prac konserwatorskich w latach 60. XX w., odkryto XVII-wieczny obraz Niepokalanej w koronie. Szczyt z figurą św. Jana Nepomucena, która zastąpiła tarczę herbową Leliwa.
Prawy ołtarz boczny, z obrazem Ukrzyżowania i retabulum zwieńczonym płaskorzeźbą Przemienienia, według Skorupy datować można na drugą połowę XVIII w. Został wykonany stylu regencji.
W kościele znajduje się gotycka kamienna chrzcielnica, o kształcie kielicha o średnicy 50 cm i wysokości 95 cm. Czasza ośmioboczna, zdobiona maswerkami i dwoma dużymi tarczami herbowymi: Orzeł Biały oraz Godziemba. Nodus z herbami: Leliwa, Nałęcz, Szreniawa i Syrokomla (herby rycerzy towarzyszących królowi na zjeździe w Lewoczy) oraz z datą 1493. Pokrywa to imitacja złoconej XVIII-wiecznej nakrywy podobnej chrzcielnicy, która znajduje się w kościele w Łącku.
Skromne organy pochodzą z 1827 r. Prospekt organowy pięcioosiowy, każda oś została zwieńczona gzymsem. Jest zdobiony ornamentami, które wypełniają naroża osi oraz flankują krawędzie boczne prospektu.
Do wyposażenia świątyni należą także:
- XVIII-wieczna ambona o zdobionym licznymi ornamentami wielokątnym koszu, wspartym na słupie[62];
- seria sprowadzonych z Podegrodzia obrazów, malowanych na desce o wymiarach ok. 100 × 90 cm, z których dwanaście datowanych jest na XVII w., a dwa pochodzą z XVIII w.[d][64];
- feretrony: XIX-wieczny feretron różańcowy z Muszyny oraz XVII-wieczny feretron-rzeźba Madonny w „mandorli”[65];
- przechowywany w zakrystii krucyfiks z przełomu XVIII i XIX w., wg kroniki parafialnej wyrzucony przez Dunajec w pobliżu kościoła podczas powodzi w 1841 r.[66];
- barokowa figura Matki Bożej Różańcowej[61];
- figura Chrystusa Zmartwychwstałego z XVIII w. oraz figura św. Barbary[66];
- XVIII-wieczny relikwiarz z relikwiami św. Kingi[67];
- pozłacane berła Bractwa Różańcowego z XVIII w.[67];
- dwie wieczne lampki: jedna z XVIII w., druga, wykonana przez Józefa Hakowskiego, z XIX w.[67];
- XVI-wieczny miedziany trybularz[67];
- XVI-wieczny pacyfikał (bez podstawy)[67];
- żelazka do pieczenia opłatków z 1750 r.[67];
- XVI-wieczne klucze do kościoła[67];
- dwa białe ornaty z XVIII w. oraz z przełomu XVII i XVIII w.[68];
- XVIII-wieczna zielona kapa[68];
- XVIII-wieczne niebieskie antepedium z ornatu ruskiego[68].

Pochodząca z XV lub XVI w. figura Chrystusa Ukrzyżowanego (krucyfiks), została przeniesiona do kaplicy Dobrego Pasterza, a następnie do nowego kościoła pw. Chrystusa Dobrego Pasterza. Do tej samej świątyni przetransportowano ze starego kościoła obraz św. Anny Samotrzeciej, barokowy kielich z XVII w. i barokową monstrancję z przełomu XVII i XVIII w. Do kaplicy przy ul. św. Kingi przeniesiono z kolei XVIII-wieczne obrazy śś. Kingi i Jana Nepomucena.

### Epitafia
W kruchcie powieszono cztery tablice epitafijne, poświęcone:
- właścicielowi Krościenka i kolokatorowi kościoła, Michałowi Hieronimowi Dziewolskiemu[69][6],
- lekarzowi i powstańcowi styczniowemu Franciszkowi Gumowskiemu[69][6],
- znawcy monet, pieczęci i herbów Marianowi Gumowskiemu[6],
- gen. Stanisławowi Cięcielowi, który stał się ofiarą zbrodni katyńskiej[6].

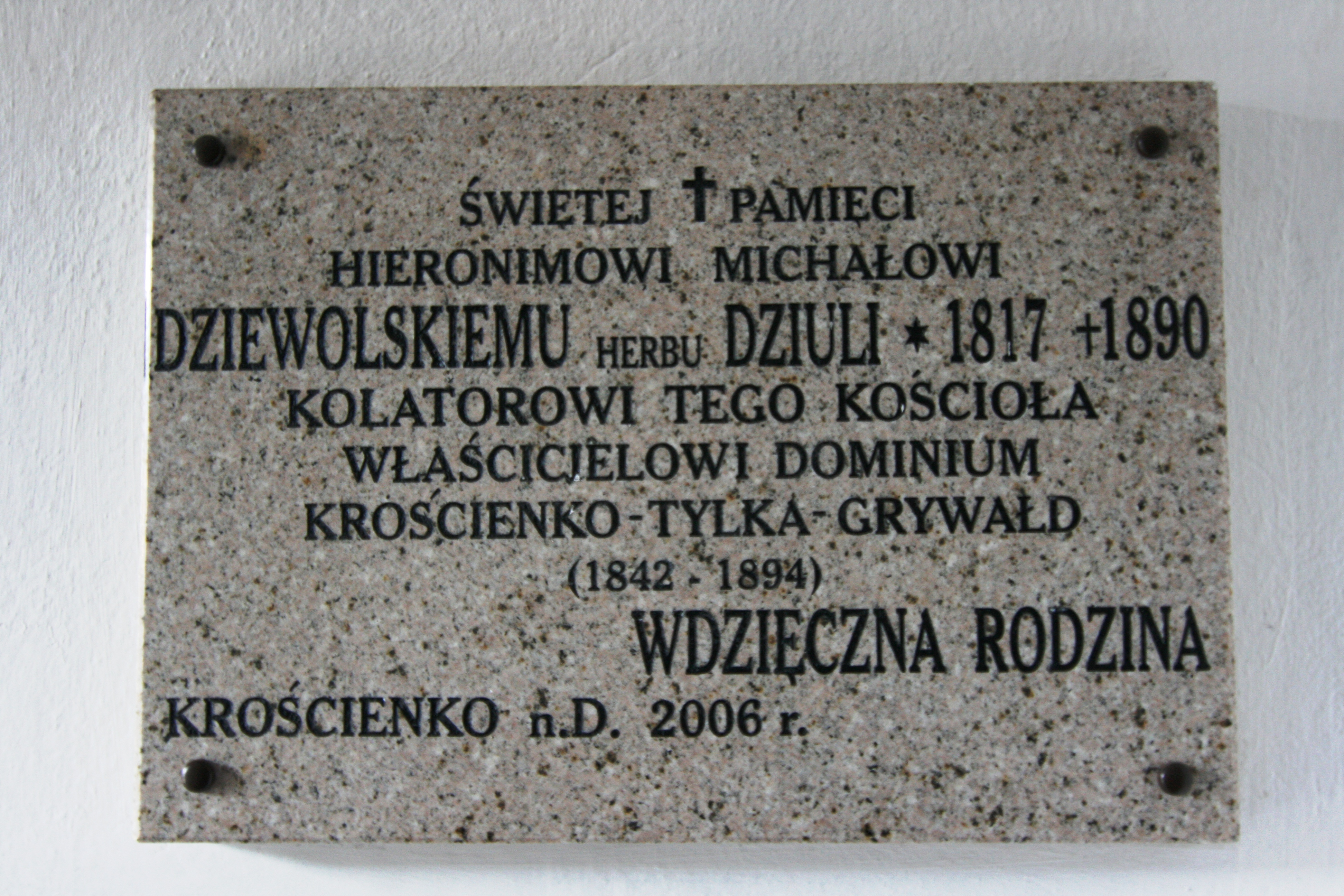
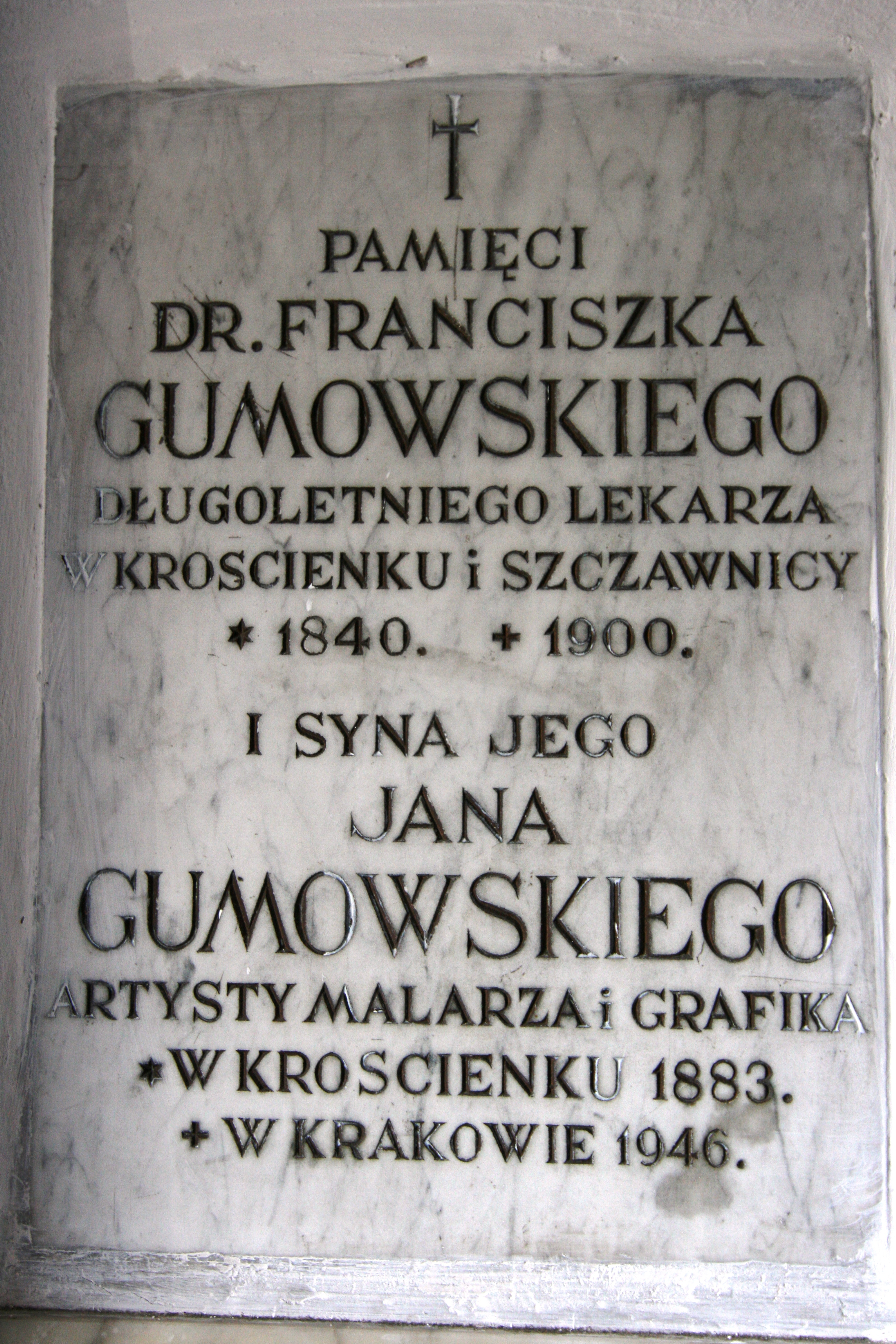
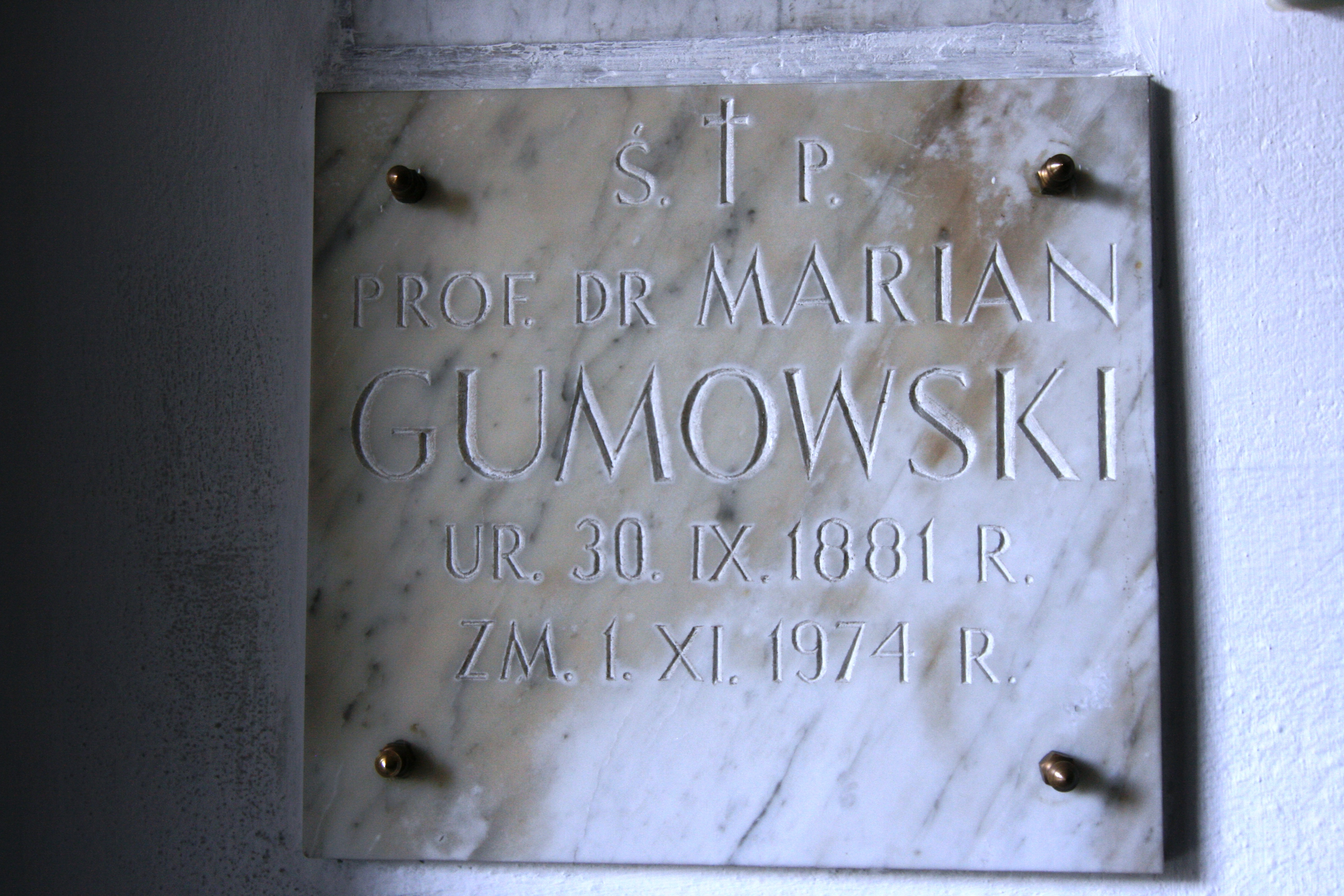
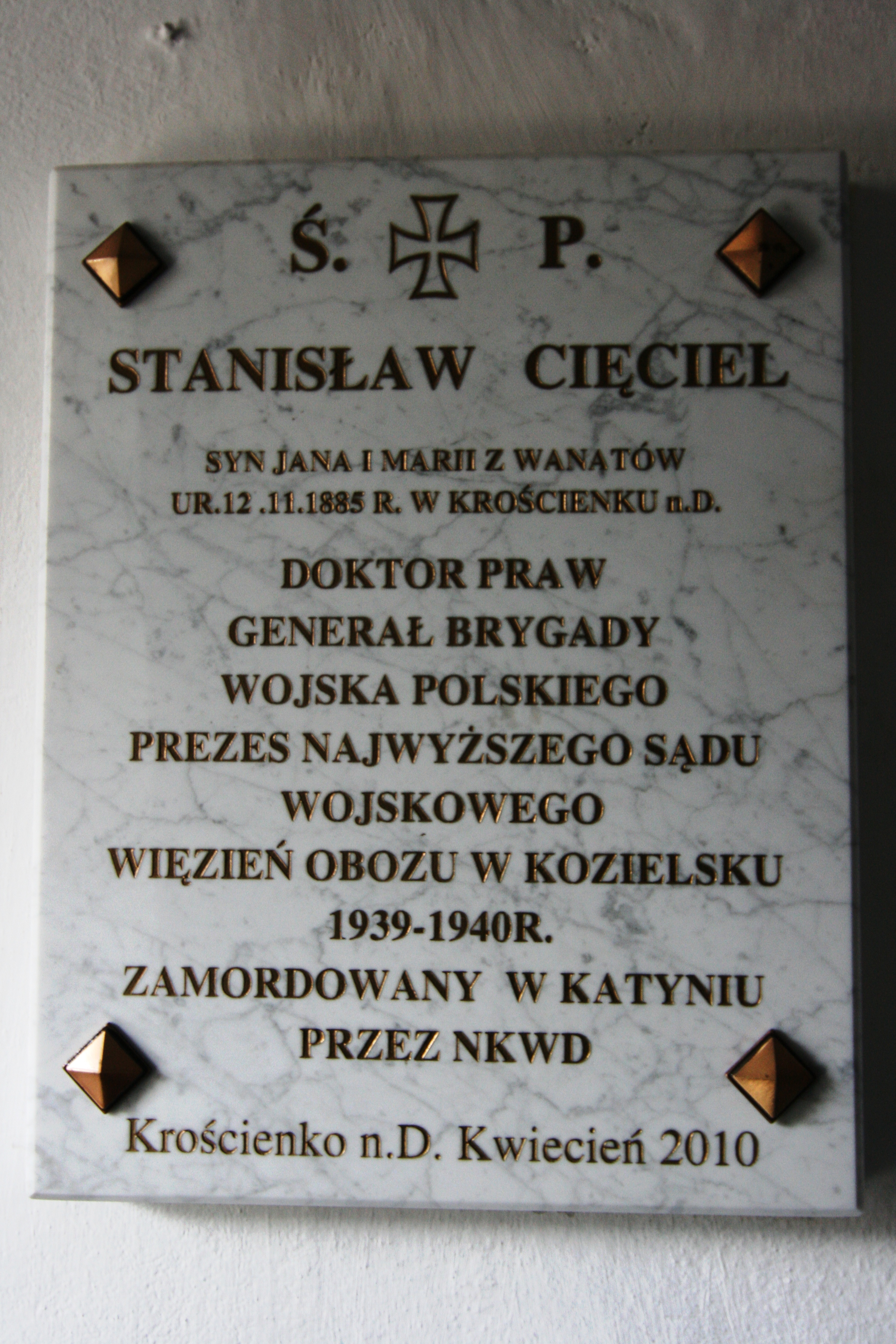

## Polichromie
Ściany wewnątrz kościoła są pokryte polichromią, która obejmuje fragmenty z różnych epok. Zostały one wykonane techniką al secco. Charakterystyczną cechą malowideł z prezbiterium jest to, iż – mimo że przedstawiają wydarzenia rozgrywające się w epoce starożytności – zachowują realia średniowiecznych strojów.
Najstarsze malowidła, znajdujące się na północnej ścianie prezbiterium, są datowane na lata ok. 1370–1380. Pierwotnie było to dzieło kilkustrefowe (kwatery o wymiarach ok. 70 x 70 cm), nawiązywało do wezwania kościoła. Do naszych czasów przetrwały jedynie dwie kwatery, Skorupa przypuszcza, że mogą one przedstawiać sceny z legendy o św. Katarzynie Aleksandryjskiej, z kolei Koper twierdzi, że przedstawiają męczeństwo św. Barbary.
Na tej samej ścianie zachowały się jeszcze polichromie przedstawiające scenę Ukrzyżowania, zrekonstruowane w 1955 r. Są one późniejsze, pochodzą z końca XV w. (wskazuje na to niepełna data: 149...). Według ks. Krzana zostały wymalowane na zlecenie króla Jana Olbrachta, w 1493 r. – Skorupa uważa, że jest to możliwe.
Polichromia na nawie północnej została wykonana w 1589 r. przez Jakuba Koraba z Nowego Targu, artysta podpisał się nad okienkiem na chórze. Przedstawia 24 lub 23 sceny z życia Jezusa Chrystusa, obrazy o wymiarach ok. 130 × 130 cm (100 × 80 cm), przedzielone ozdobnymi kolumienkami, przy czym jedna ze scen jest dwa razy szersza. Pełniły one funkcję obrazkowej Biblii dla niepiśmiennych wiernych uczęszczających do świątyni. W dolnym obramowaniu Korab umieścił podobiznę szlachcica, prawdopodobnie autoportret. Przy otworze prowadzącym do kruchty znajduje się malowidło przedstawiające diabły, z których jeden wypisuje na cyrografie nazwisko „Kuklina”. Powstało ono w ramach zemsty na żonie rajcy Wojciecha Kukli za krytykowanie dzieł artysty. Scena ta została później przysłonięta obrazem.
Na ścianach kościoła wymalowano zacheuszki, czarne koła o średnicy ok. 30 cm z umieszczonym wewnątrz czerwonym krzyżem. Pierwotnie było ich dwanaście, zachowało się osiem.